# Астенну (гитарист)
Джеймс «Джеми» Стинсон (англ. James «Jamie» Stinson) — австралийский музыкант, гитарист, более известный под псевдонимом Астенну (Astennu). Свой псевдоним он взял из египетской мифологии (Астенну — один из покровителей загробного мира, помощник Тота).
Первой группой Астенну была сиднейская Lord Kaos, игравшая блэк-метал. Группа записала демо Path to My Funeral Light и полноформатный альбом Thorns of Impurity в 1995 году. Перед выходом альбома Астенну уехал в Норвегию. Там к альбому Thorns of Impurity проявил интерес лейбл Head Not Found Records, однако участники группы решили остаться в Австралии и альбом был выпущен сиднейским лейблом Warhead Records в 1996. Астенну остался в Норвегии, переработал материал, который он написал для Lord Kaos и начал собственный проект Carpe Tenebrum.
В дебютном альбоме Carpe Tenebrum, Majestic Nothingness Астенну записывал партии всех инструментов, в то время как Нагаш из Dimmu Borgir и The Kovenant занялся вокалом. Альбом был выпущен в 1997 году. Позже, в этом же году, Стинсон присоединился к Dimmu Borgir в качестве гитариста, позволив Шаграту сконцентрироваться только на вокале. Первым альбомом Астенну с группой был сборник Godless Savage Garden, выпущенный в 1998 году. В то же время он был участником другой группы Нагаша, The Kovenant, и участвовал в записи альбома Nexus Polaris. Также Стинсон сыграл несколько гитарных соло для альбома Aggressor и EP Triumph of the Blasphemer группы Nocturnal Breed, в которой участвовал Силенос, второй гитарист Dimmu Borgir.
Второй альбом Carpe Tenebrum, Mirrored Hate Painting, опять с участием Нагаша, вышел в 1999 году. В этом же году, 1 марта, Dimmu Borgir с Астенну записали альбом Spiritual Black Dimensions. Во время турне в поддержку альбома Стинсона уволили из Dimmu Borgir и тот вернулся в Австралию в конце 1999.
После возвращения в Австралию, Астенну работал звукоинженером на живых выступлениях различных групп, а также продюсировал некоторые альбомы австралийских метал-групп. В 2002 году он записал и выпустил третий альбом Carpe Tenebrum, Dreaded Chaotic Reign, на этот раз записав вокальные партии самостоятельно. Этот альбом был написан в стиле дэт-метал, в то время как остальные альбомы Carpe Tenebrum были блэк-металическими. В мае 2003 Астенну вернулся на сцену, выступая а концертах с сиднейской группой Infernal Method, в которой до этого он работал некоторое время звукоинженером. Позже, в этом же году он с ударником Infernal Method, присоединились к хардкор-группе Stronger Than Hate, но к концу года и она и Infernal Method распались. С этого времени Астенну не играл на концертах, но продолжает работать звукоинженером.

## Дискография
- Lord Kaos — Thorns of Impurity (1996)
- Carpe Tenebrum — Majestic Nothingness (1997)
- Nocturnal Breed — Aggressor (в качестве гостя, 1997)
- Dimmu Borgir — Godless Savage Garden (1998)
- Nocturnal Breed — Triumph of the Blasphemer (в качестве гостя, 1998)
- The Kovenant — Nexus Polaris (1998)
- Dimmu Borgir — Spiritual Black Dimensions (1999)
- Carpe Tenebrum — Mirrored Hate Painting (1999)
- Carpe Tenebrum — Dreaded Chaotic Reign (2002)